# Joseph Lippens

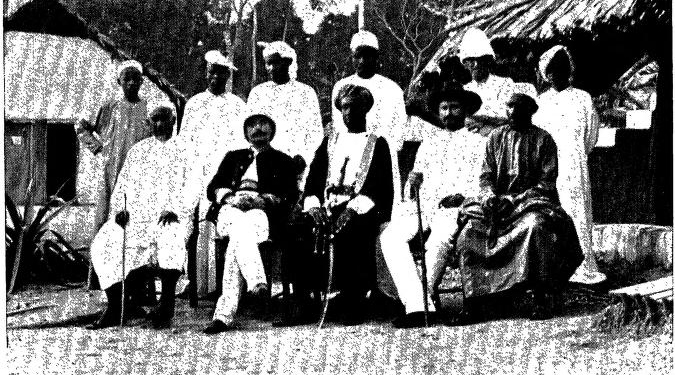
Joseph Lippens en Henri De Bruyne met Sefu bin Hamid, de zoon van Tippo Tip en zijn vertegenwoordigers in Congo.

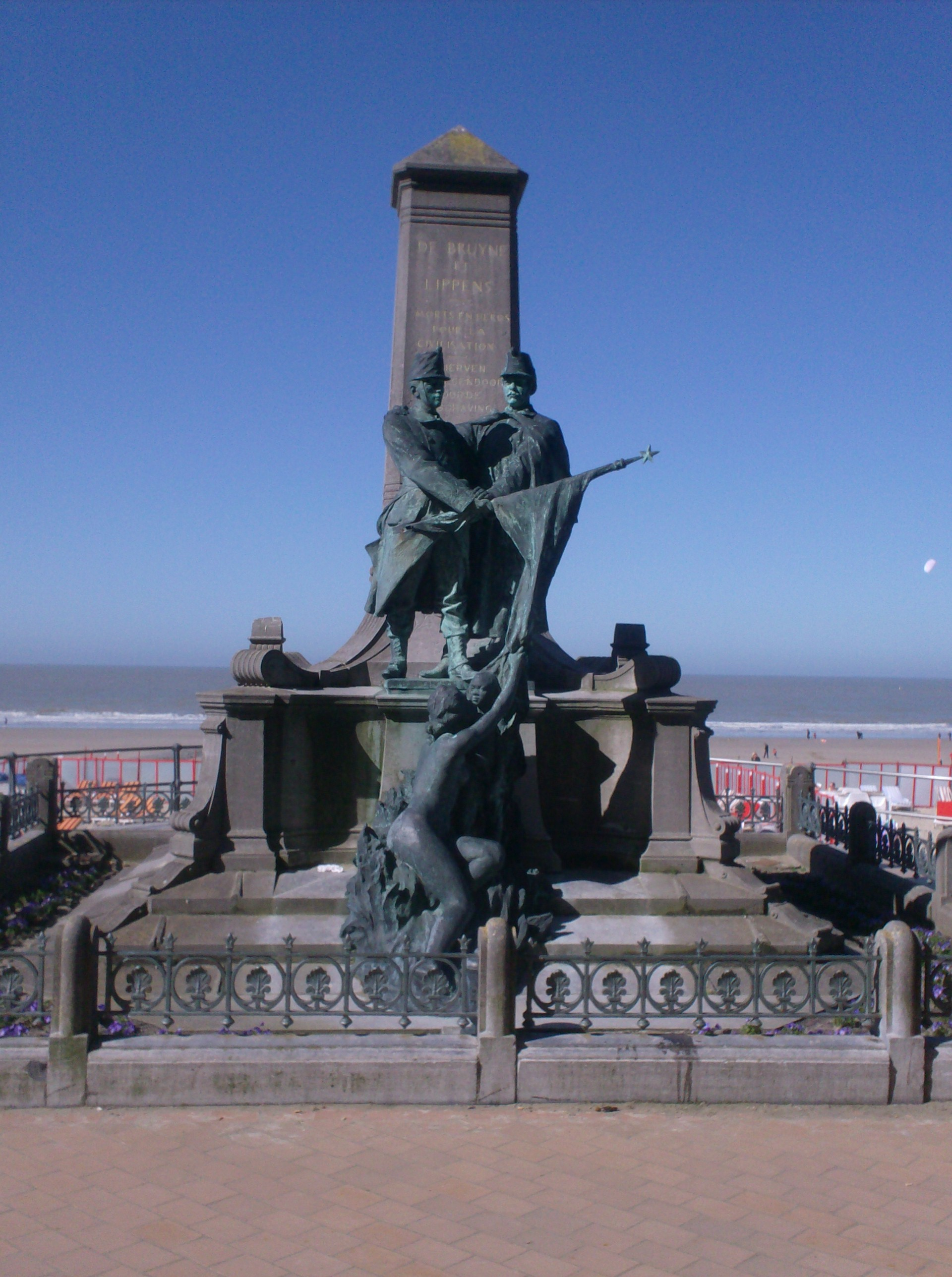
Monument voor luitenant Lippens en sergeant De Bruyne te Blankenberge

Joseph François Lippens (Brussel, 10 oktober 1855 – Kasongo, 1 december 1892) was een Belgisch militair die tijdens de Belgo-Arabische Oorlog naar de Kongolese plaats Kasongo gezonden werd in de periode van de Kongo-Vrijstaat. Zijn opdracht was er om tegen de Arabische slaven- en ivoorhandelaars te strijden. Hij werd door handlangers van sultan Sefu vermoord. Als onderdeel van de Belgische koloniale propaganda, is er in het jaar 1900 voor hem, samen met zijn sergeant Henri De Bruyne een monument in Blankenberge opgericht, ontworpen door de Brusselse beeldhouwer Guillaume Charlier.

## Biografie
Hij deed zijn middelbare studies aan het Koninklijk Atheneum van Brussel.

### Militaire loopbaan
Op 17 oktober 1870 nam hij dienst bij het 2e regiment artillerie. Op 2 januari 1872 werd hij onderofficier. Twee jaar later, op 26 maart 1874, ging hij over naar het 1e regiment artillerie met de graad van 1e wachtmeester. Op 25 juni 1881 werd hij onderluitenant en gaat hij over naar de spoorwegcompagnie. Hij nam dienst met de rang van onderluitenant bij Kongo-Vrijstaat en scheepte op 2 februari 1887 in te Antwerpen. Op 10 december werd hij ter beschikking gesteld van de commandant van het Bengalidistrict, waar hij tot districtscommissaris 2e klas werd benoemd. In 1890 werd hij als districtscommissaris naar de onrustige Arabische zone gestuurd. Hij werd getroffen door dysenterie en kreeg later ook de pokken en longproblemen. Zwaar ziek nam hij in Kasongo de functie van resident op. In deze omstandigheden trof sergeant Henri De Bruyne hem aan op 6 januari 1891. Zij bleven samen tot ze beiden vermoord werden door de Arabieren.

### Periode Kongo-Vrijstaat
De Belgische geschiedenis met Congo gaat terug tot het moment waarop koning Leopold II zijn oog op Afrika laat vallen. In 1879 sponsorde hij een verkenningstocht van Henry Stanley doorheen Centraal-Afrika. In 1885 werd hij tijdens de Conferentie van Berlijn erkend als eigenaar en staatshoofd van de Kongo-Vrijstaat (1885-1908). Het gebied werd privébezit en wingewest van de Belgische koning. Hij richtte zich op de handel in ivoor, die echter stevig in handen was van de Arabieren, die tegelijkertijd slavenhandelaars waren. In 1890 wist hij op de Internationale Conferentie van Brussel te bewerkstelligen dat slavernij werd veroordeeld. In 1892 werd een expeditieleger uitgezonden om de handel in Afrikaanse slaven teniet te doen. Luitenant Lippens, en later ook sergeant De Bruyne, werden naar Kasongo gezonden, het centrum voor de slavenhandel die op dat ogenblik in handen van sultan Sefu was. Deze had de macht over het gebied overgenomen van zijn vader Tippo Tip, gouverneur van Oost-Congo, een slaven- en ivoorhandelaar afkomstig uit Zanzibar.

## De moord op Lippens en De Bruyne
Sefu verzette zich tegen de blanke indringers en bereidde een aanval voor tegen de Belgische troepen. Luitenant Lippens, die in zeer zwakke gezondheid verkeerde, werd gegijzeld, en bij zijn aankomst werd ook sergeant De Bruyne gevangengenomen door de Arabieren. Het kwam tot een onderhandeling tussen de Belgische militairen, onder leiding van luitenant Scheerlinck, en de Arabieren op 15 november 1892 aan de oever van de Lomami, een zijrivier van de Kongostroom. Geëscorteerd door de Arabieren, begaf sergeant De Bruyne, sterk vermagerd en verouderd door zijn gevangenschap, zich naar de oever. De Belgen stelden een aantal scherpschutters verdekt op in het oevergewas, en riepen naar De Bruyne om in de rivier te springen en over te zwemmen. In de overtuiging dat dit een zekere dood voor luitenant Lippens tot gevolg zou hebben, weigerde de Bruyne zijn doodzieke overste en vriend te verlaten. Elf dagen na deze onderhandelingen, op 26 november 1892, rukten de Belgische troepen de Arabische zone in en leverden er slag. Het werd een bloedbad waarbij 3000 doden vielen en de Arabieren werden verslagen. Op 1 december 1892 vermoordden ze uit wraak Lippens en De Bruyne. Hun handen werden afgehakt en het lichaam van De Bruyne werd in stukken gehakt.

## De stoffelijke resten van Lippens
De stoffelijke resten van Lippens en De Bruyne worden, samen met de lichamen van drie andere militairen, bewaard op het kerkhof van de militaire basis Kamina. Op het memorandum zijn ereplaketten aan hun graven bevestigd.

## Eerbetoon

### Het monument in Blankenberge

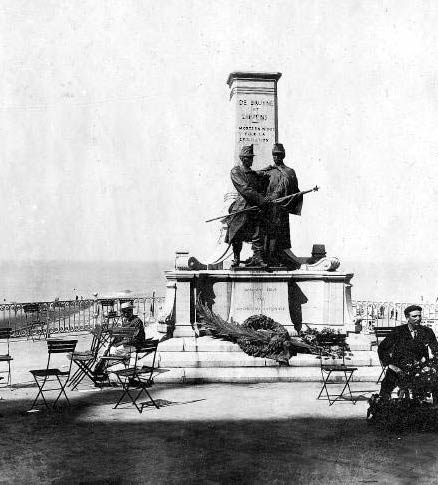
Het monument omstreeks 1923

In 1900 werd ter ere van luitenant Lippens en sergeant De Bruyne een standbeeld opgericht, hulde aan hun heldendaad, en een symbool van onvoorwaardelijke trouw en vriendschap. Het standbeeld werd tijdens Wereldoorlog I door de Duitsers verwijderd, en op 10 september 1922 terug in ere hersteld. Sinds 20 maart 1980 is het standbeeld beschermd erfgoed (afdeling Monumenten & Landschappen). Er werden ook straten vernoemd naar Lippens: bijvoorbeeld de Luitenant Lippenslaan in Borgerhout en de Luitenant Lippensstraat in Etterbeek.

### Protest
De aanwezigheid van koloniale standbeelden in België wordt pas relatief recent in vraag gesteld. Protesten tegen koloniaal erfgoed ontstonden vanaf eind jaren ’90. De kritiek op het regime van Leopold II in zijn Kongo-Vrijstaat groeide en koloniale actoren werden figuurlijk van hun voetstuk gehaald. Zo werd in de Blankenbergse gemeenteraad door Piet Wittewrongel (eenmanspartij Dwars) een interpellatie ingediend om het monument in Blankenberge te corrigeren. In Gent presenteert theatermaker Chokri Ben Chikha zijn project “Heldendood voor de Beschaving”, met een ceremonie rond het koloniale monument van Lippens en De Bruyne.